# Практическа транскрипция
Практическа транскрипция, наричана също правописна или ортографска, е записване на чужди имена и наименования с помощта на исторически установената ортографска (правописна) система на езика, на който те се предават. Практическата транскрипция използва обикновените знаци (букви) на езика-приемник без въвеждане на допълнителни знаци. При практическата транскрипция на български език думата се записва с букви от кирилицата, като приблизително се запазва нейният звуков облик в изходния език, а също с възможно съобразяване с изписването на оригинала, както и с установената традиция.
Трябва да се прави разлика между практическата транскрипция и:
- фонетичната транскрипция, имаща за цел колкото се може по-точно да предаде произношението чрез въвеждането на специални символи или диакритични знаци;
- транслитерацията, определяна само от изходното изписване;
- превода или калката.

## Принципи на практическата транскрипция
Практическата транскрипция едновременно преследва няколко цели, които понякога си противоречат:
- да се запази приблизително звуковият облик на чуждите думи;
- да се отрази изписването на оригинала, особено когато то компенсира невъзможността да се възпроизведе точно звученето (например, предаване на удвоени съгласни);
- да се отрази цялата фонетична система на езика-оригинал заедно със системата на диференциални (различителни) признаци;
- да се вземат предвид езиковите аналогии (например, руското -ский и българското -ски);
- да се спазят установените традиции.

Прилагането на практическата транскрипция е свързано с определени несъвършенства. Тъй като звуковият строеж на езика-приемник се различава от изходния език, неизбежни са грешки при предаване на думите, напр. предаване на различни изходни фонеми с еднакви букви, при което се губят разликите в звученето. Практическата транскрипция в България е разработена доста непълно, често има различия в предаването на една и съща дума в различни неспециализирани издания. Затова при предаване на чужди имена и наименования на български език се препоръчва да се използват последните специализирани издания.

## Правила за практическа транскрипция на български език
Като основни общи правила за практическа транскрипция в България може да се ползва разделът „Предаване на собствени имена от чужди езици в българския книжовен език“ от Официалния правописен речник на българския език. За предаване на чужди географски наименования се ползва Наредба № 6 от 12.06.1995 г. за транскрипция и правопис на чужди географски имена на български език, в която са включени правила за 13 езика.